# Gogolewo (Kaliningrad)
Gogolewo (russisch Гоголево, deutsch Kopainen lit. Kapainys) ist eine Ortschaft in der russischen Oblast Kaliningrad (Gebiet Königsberg (Preußen)) im ehemaligen Ostpreußen und gehört zu Pogranitschny (Hermsdorf, Kreis Heiligenbeil) im Rajon Bagrationowsk (Preußisch Eylau).

## Geographische Lage
Gogolewo liegt drei Kilometer südöstlich der Stadt Laduschkin (Ludwigsort) und 30 Kilometer südwestlich von Kaliningrad (Königsberg) an einem Fahrweg in Richtung Nowo-Moskowskoje (Poplitten), der bei Bolschedoroschnoje (Laukitten) von der Nebenstraße abzweigt, die Laduschkin und Sosnowka (Schwanis) mit Kornewo (Zinten) verbindet.
Vier Kilometer südöstlich von Gogolewo verläuft die russische Fernstraße P 516 (ehemals als Reichsautobahn Berlin–Königsberg geplant), und drei Kilometer nordwestlich die Fernstraße A 194 (frühere deutsche Reichsstraße 1 von Aachen über Berlin nach Königsberg und Eydtkuhnen, heute auch Europastraße 28).
Eine Bahnanbindung besteht über die Station Laduschkin (Ludwigsort) an der Bahnstrecke von Malbork (Marienburg) nach Kaliningrad (ehemalige Preußische Ostbahn).

## Geschichte
Das ehemalige kleine ostpreußische Gutsdorf Kopainen zählte im Jahre 1910 ganze 46 Einwohner. Seit 1874 war es mit den Gutsbezirken Grünewiese, Laukitten (heute russisch: Bolschedoroschnoje) und Pannwitz zum Amtsbezirk Laukitten zusammengeschlossen.
Im Jahre 1928 erfolgte dann die Vereinigung der Gutsbezirke Kopainen, Laukitten und Wendelau zur neuen Landgemeinde Laukitten. Teile von Kopainen und Laukitten allerdings kamen mit der Landgemeinde Poplitten (Nowo-Moskowskoje) zum Amtsbezirk Pörschken. 1929 wurde Laukitten in den Amtsbezirk Ludwigsort (Laduschkin) eingegliedert, und der seit 55 Jahren bestehende Amtsbezirk Laukitten aufgelöst.
Kopainen gehörte bis 1945 zum Landkreis Heiligenbeil im Regierungsbezirk Königsberg der preußischen Provinz Ostpreußen. 1945 wurde es unter sowjetische Verwaltung gestellt, und 1950 erhielt es den russischen Namen Gogolewo. An Stelle des früheren Dorfes gibt es heute nur noch ein Haus, das zum benachbarten Bolschedoroschnoje und zusammen mit diesem zur Landgemeinde Pogranitschny (Hermsdorf) im Rajon Bagrationowsk der Oblast Kaliningrad gehört.

## Kirche
Kopainen mit seiner fast ausnahmslos evangelischen Bevölkerung war bis 1945 in das Kirchspiel Pörschken eingepfarrt. Der Kirchort lag drei Kilometer nordwestlich und war auch Bahnstation. Er gehörte zum Kirchenkreis Heiligenbeil (Mamonowo) in der Kirchenprovinz Ostpreußen der Kirche der Altpreußischen Union.
In Nowo-Moskowskoje gibt es jetzt eine Siedlung von Russlanddeutschen, die auch eine eigene kleine evangelische Kapelle haben. Die Betreuung obliegt den evangelisch-lutherischen Pfarrern der Auferstehungskirche (Propsteikirche) in Kaliningrad.

## Schule
Schulort für die Kinder aus Kopainen war vor 1945 Pörschken.